# Inocencio VI
Inocencio VI (en latín: Innocentius PP. VI), de nombre secular Étienne Aubert (Beyssac, Corrèze, c. 1282 o 1295-Aviñón, 12 de septiembre de 1362) fue el 199.º papa de la Iglesia católica, ejerciendo como tal de 1352 a 1362; y fue el quinto papa del pontificado de Aviñón.

## Origen
Nació en la aldea de Les Monts, diócesis de Limoges (hoy parte de la comunidad de Beyssac, departamento de Corrèze). Su padre, Adhémar Aubert (1265-1303), aparece nombrado en los documentos de la época como  “Ademarus Alberti de Pompador”. Los Aubert rinden homenaje al cercano señorío de Pompadour. Los orígenes familiares son oscuros, pero la familia Aubert figura entre los primeros benefactores de la cartuja de Glandier desde 1220. En 1352, Guillaume Aubert, sobrino del papa, adquiere el señorío y el castillo de Bré, cerca de Lubersac, comuna de Coussac-Bonneval, en el departamento de Alto Vienne.

## Formación académica
Étienne Aubert procede de una familia lo suficientemente acomodada como para proporcionarle la formación de jurista. Obtiene el doctorado en Derecho Canónico en la Facultad de Toulouse. Más tarde enseña Derecho Civil en dicha facultad. Posteriormente ejerce como abogado en Limoges y como juez en Toulouse.

## Carrera eclesiástica
El futuro papa Inocencio VI es nombrado, sucesivamente, archidiácono de Cambrai, de Brabante y de Sauvigny, en el Bourbonnais, arcipreste de Laurac (en el Lauragais) y prior de Rouvignac (Languedoc).
Étienne es promovido al obispado de Noyon el 23 de enero de 1338. Dos años más tarde, en 1340, es llamado a la sede del obispado de Clermont, en Auvernia. 
El futuro papa Inocencio VI fue también consejero del rey Felipe VI de Francia y Par de Francia. En el consistorio del 20 de septiembre de 1342 es nombrado cardenal presbítero de San Juan y San Pablo. En 1352 fue nombrado cardenal obispo de Ostia y Velletri, cargo que ocupó solo por el curso de ese año, pues el 18 de diciembre fue llamado al solio pontificio.

## Papado

### Elección

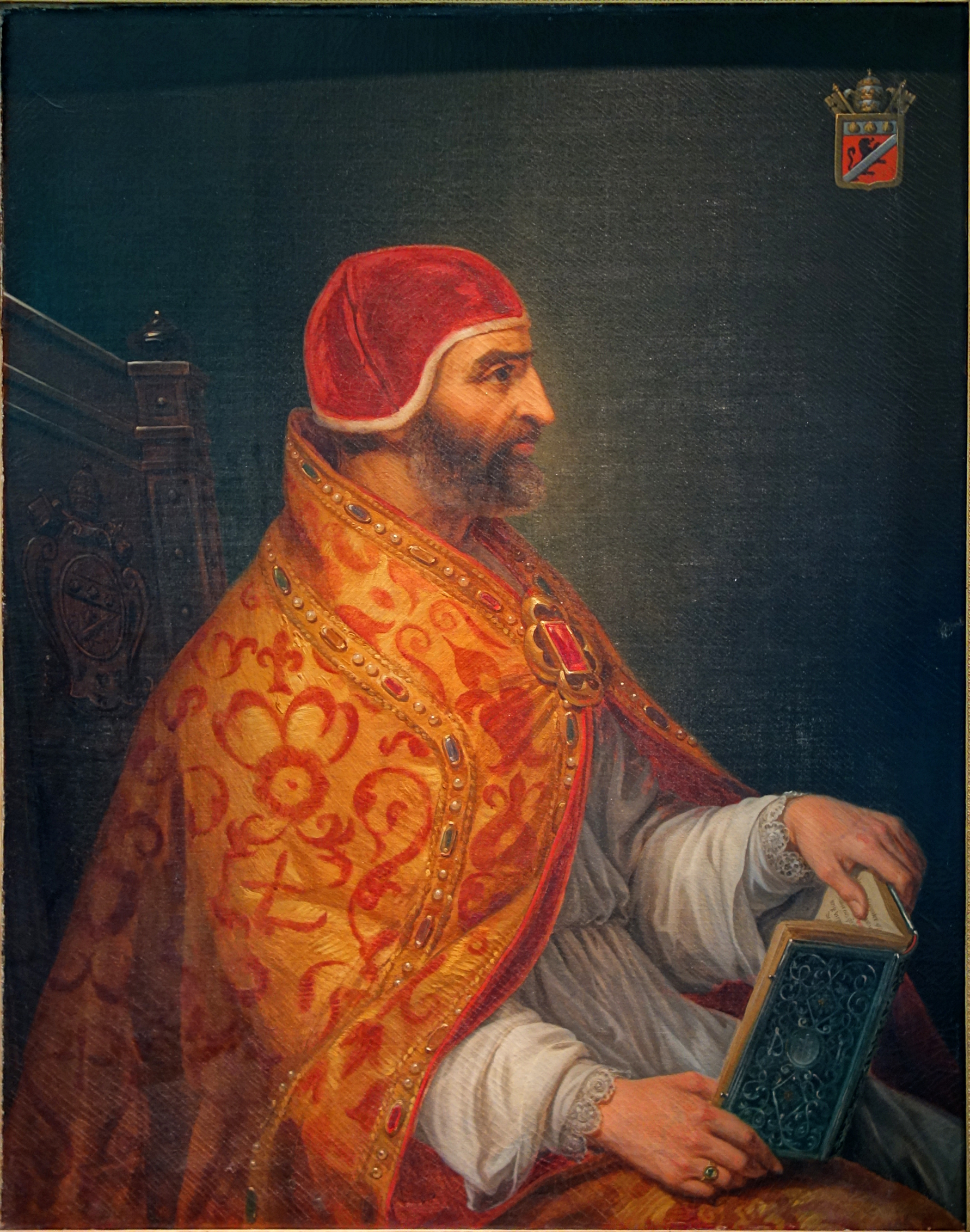
Inocencio VI por Henri Serrur,.

Luego del fallecimiento de Clemente VI, se reunieron 26 cardenales el 16 de diciembre de 1352 en el palacio de Aviñón. Un cónclave que duró solo dos días y en donde los cardenales firmaron un documento, bajo juramento, que el que saliera elegido papa debía ceder ciertos poderes pontificios al colegio cardenalicio. A tal documento se le conoce como capitulación electoral. Llegados a un acuerdo, el 18 de diciembre fue elegido Étienne Aubert, quien tomó el nombre de Inocencio VI y fue coronado el 30 del mismo mes.

### Anulación de lacapitulación electoral
Una vez impuesta la tiara papal, Inocencio VI no tardó en declarar inválido el documento firmado por el colegio cardenalicio durante el cónclave, aduciendo la ilegalidad del mismo por limitar el poder divino del papa.

### La revuelta romana

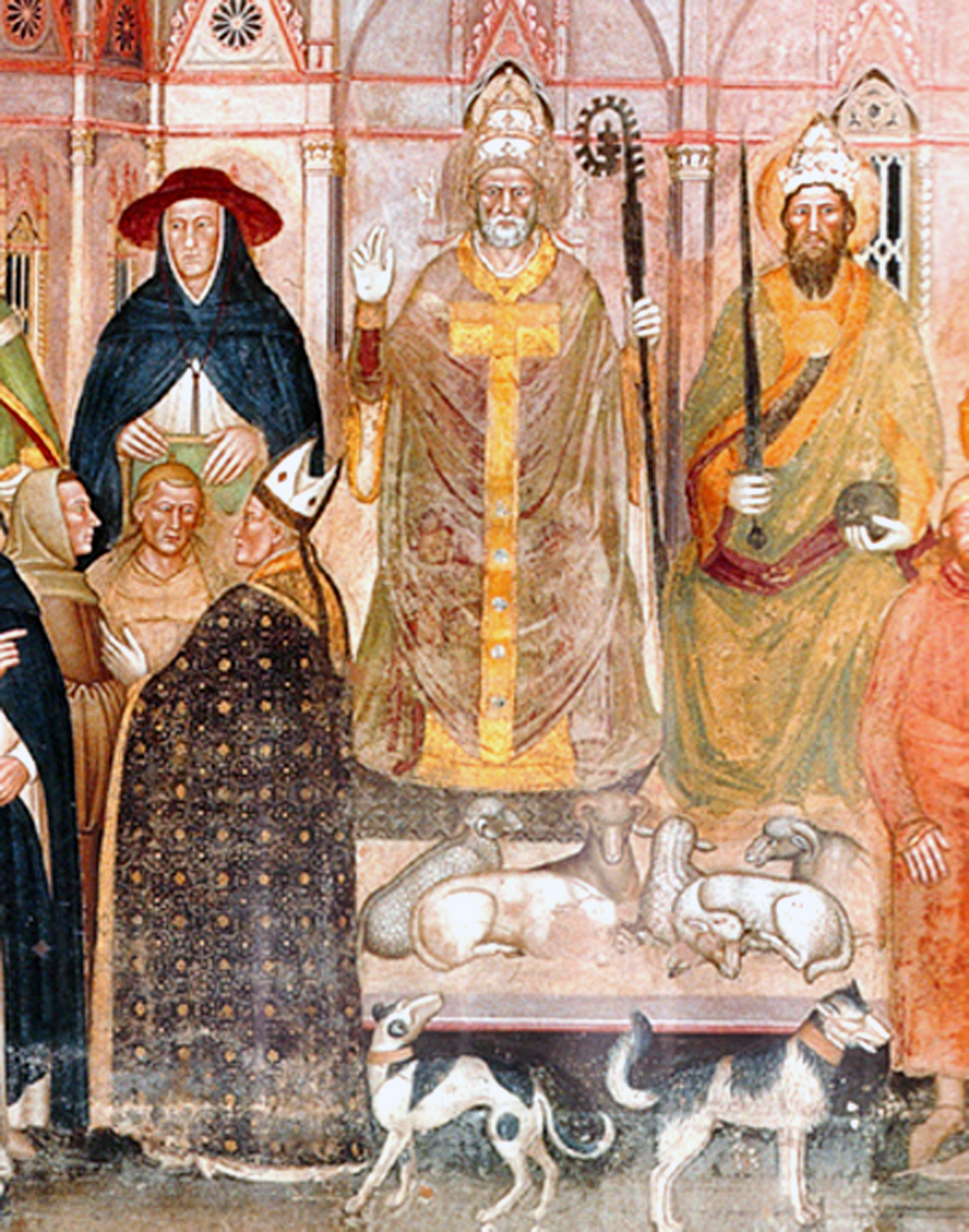
Detalle del fresco de Bonaiuto en la capilla de los Españoles de Santa María Novella, Florencia. El papa Inocencio VI aparece en el centro junto al cardenal Álvarez de Albornoz y el emperador Carlos IV. En primer plano, se representan a los franciscanos Guillermo de Ockham y Miguel de Cesena discutiendo con el arzobispo de Pisa, Simone Saltarelli.

Por el alargamiento de la residencia pontificia en Aviñón, el pueblo romano había caído en una especie de anarquía. En 1354, el papa envió a Roma al cardenal Gil Álvarez de Albornoz, para resolver la situación frente a Cola di Rienzo que había asumido el poder de la ciudad el 20 de mayo de 1347. El mismo pueblo que había apoyado a Cola de Rienzo le asesinó en medio de una manifestación en 1354.
El cardenal Álvarez de Albornoz consiguió con dos expediciones militares (1353-1357 y 1358-1367) sofocar las revueltas, restableciendo el poder y la primacía papal en la ciudad. Una vez restablecido el orden, Inocencio le confió el gobierno de los Estados Pontificios. Dicho cardenal es conocido como el segundo fundador de los Estados Pontificios y las leyes promulgadas por él permanecieron en vigor hasta 1816.

### Aspectos políticos
En el orden político Inocencio VI logró que, en 1360, Francia e Inglaterra –que desde 1337 se enfrentaban en la Guerra de los Cien Años– firmaran el tratado de Brétigny para establecer la paz. Consecuencia inmediata del período de paz que siguió a este acuerdo fue que las tropas mercenarias de cada bando, al ser licenciadas, se dedicaron al pillaje, por lo que el papa tomó la decisión de fortificar la sede pontificia de Aviñón.
Interfirió en la Corona de Castilla al quejarse al rey Pedro I el Cruel de los maltratos que este infligía sobre su esposa Blanca de Borbón, a la que mantuvo apresada durante su corta vida. Fracasó, sin embargo, en su intento de liberar a la reina cautiva, pues esta no llegaría a la cumplir los 30 años.

### Otras obras y fallecimiento
Durante su pontificado, Inocencio VI abordó con fuerza la reforma de la administración eclesiástica, para lo cual prohibió la acumulación de cargos y beneficios, obligó a los obispos a residir en sus respectivas diócesis, luchó contra la corrupción y redujo la ostentación y el lujo en que vivía la sede pontificia.
Inocencio falleció el 12 de septiembre de 1362 y para cumplir su petición, fue sepultado en la cartuja de Notre-Dame-de-val-de-Bénédiction de Villeneuve-lès-Avignon a las afueras de Aviñón.

## Inocencio VI en la literatura
Las profecías de san Malaquías se refieren a este papa como De montibus Pammachii (Del monte Pammacos), cita que hace referencia a que en su escudo de armas figuran seis montañas. 
La transcripción del lema, tal como figura en la publicación original de 1595; "De mōtibus Pámachii" parece una referencia directa a san Pamaquio.